# Gare de Bellem
La gare de Bellem (en néerlandais : station Bellem) est une gare ferroviaire belge de la ligne 50A, de Bruxelles-Midi à Ostende, située à Bellem, section de la commune d'Aalter, dans la province de Flandre-Orientale en Région flamande.
Elle est mise en service en 1872 par l'administration des chemins de fer de l'État belge. C'est une halte voyageurs de la Société nationale des chemins de fer belges (SNCB) desservie par des trains Omnibus (L) et Heure de pointe (P).

## Situation ferroviaire
Établie à 11 mètres d'altitude, la gare de Bellem est située au point kilométrique (PK) 68,556 de la ligne 50A, de Bruxelles-Midi à Ostende, entre les gares de Hansbeke et d'Aalter.

## Histoire
La station « Bellem » est mis en service le 10 juin 1872 par l'administration des chemins de fer de l'État belge, sur la ligne de Gand à Bruges ouverte depuis 1838. La gare, est dotée d’un petit bâtiment provisoire à un seul étage construit en pans de bois hourdis de briques avec une toiture à charpente débordante ornée. Ce bâtiment primitif était assez spartiate et sous-dimensionné. En 1881, il s'agit d'une station ouverte aux voyageurs et aux marchandises disposant d'équipements, notamment une voie de service et un pont-bascule.
En 1895, un nouveau bâtiment de plan type 1881 est ouvert en face de l’ancien qui ne fut pas immédiatement démoli mais servit alors d'abri de quai. La gare de 1895 fut quant à elle démolie dans les années 1970.

## Service des voyageurs

### Accueil
Halte SNCB, c'est un point d'arrêt non géré à accès libre. Il dispose de deux quais avec abris.
Un souterrain permet la traversée des voies et le passage d'un quai à l'autre.

### Desserte
Bellem est desservie par des trains Omnibus (L) et Heure de pointe (P) de la SNCB, qui effectuent des missions sur la ligne commerciale 50A (Bruxelles - Ostende / Blankenberge / Knokke / Zeebrugge) (voir brochure SNCB).

#### Semaine
Bellem est desservie chaque heure par un train L entre Malines et Zeebrugge-Dorp (Zeebrugge-Strand en été) via Bruges, Gand-Saint-Pierre et Termonde.
Plusieurs trains P se rajoutent à cette desserte : un unique train P entre Bruges et Gand-Saint-Pierre le matin, et un autre l’après-midi ; un unique train P entre Gand-Saint-Pierre et Bruges le matin ; un vers midi et un en fin d’après-midi.

#### Week-ends et fériés
La gare est desservie par des trains L toutes les heures, comme en semaine, mais ils sont limités au trajet Zeebrugge - Bruges - Gand-Saint-Pierre et la plupart de ces trains ont leur terminus à Bruges au lieu de Zeebrugge. (En été, ces trains ont aussi Zeebrugge-Strand comme terminus).

### Intermodalité
De chaque côté des voies, un parc pour les vélos et un parking pour les véhicules sont aménagés.

## Comptage voyageurs
Le graphique et le tableau montrent le nombre de passagers qui en moyenne embarquent durant la semaine, le samedi et le dimanche.
| Nombre de voyageurs qui embarquent à la gare de Bellem | Nombre de voyageurs qui embarquent à la gare de Bellem | Nombre de voyageurs qui embarquent à la gare de Bellem | Nombre de voyageurs qui embarquent à la gare de Bellem |
|                                                        | Semaine                                                | Samedi                                                 | Dimanche                                               |
| ------------------------------------------------------ | ------------------------------------------------------ | ------------------------------------------------------ | ------------------------------------------------------ |
| 1977                                                   | 159                                                    | 38                                                     | 35                                                     |
| 1978                                                   | 174                                                    | 46                                                     | 42                                                     |
| 1979                                                   | 198                                                    | 34                                                     | 33                                                     |
| 1980                                                   | 209                                                    | 40                                                     | 36                                                     |
| 1981                                                   | 188                                                    | 47                                                     | 43                                                     |
| 1982                                                   | 220                                                    | 25                                                     | 33                                                     |
| 1983                                                   | 159                                                    | 38                                                     | 35                                                     |
| 1984                                                   | 112                                                    | 31                                                     | 32                                                     |
| 1985                                                   | 149                                                    | 31                                                     | 51                                                     |
| 1986                                                   | 150                                                    | 40                                                     | 38                                                     |
| 1987                                                   | 148                                                    | 41                                                     | 37                                                     |
| 1988                                                   | 134                                                    | 47                                                     | 56                                                     |
| 1989                                                   | 112                                                    | 34                                                     | 24                                                     |
| 1990                                                   | 134                                                    | 36                                                     | 36                                                     |
| 1991                                                   | 129                                                    | 25                                                     | 13                                                     |
| 1992                                                   | 176                                                    | 22                                                     | 22                                                     |
| 1993                                                   | 169                                                    | 54                                                     | 56                                                     |
| 1994                                                   | 185                                                    | 56                                                     | 43                                                     |
| 1995                                                   | 172                                                    | 52                                                     | 43                                                     |
| 1996                                                   | 203                                                    | 56                                                     | 64                                                     |
| 1997                                                   | 182                                                    | 60                                                     | 59                                                     |
| 1998                                                   | 175                                                    | 73                                                     | 60                                                     |
| 1999                                                   | 180                                                    | 66                                                     | 62                                                     |
| 2000                                                   | 193                                                    | 70                                                     | 59                                                     |
| 2001                                                   | 186                                                    | 52                                                     | 46                                                     |
| 2002                                                   | 201                                                    | 42                                                     | 40                                                     |
| 2003                                                   | 230                                                    | 60                                                     | 45                                                     |
| 2004                                                   | 207                                                    | 47                                                     | 40                                                     |
| 2005                                                   | 250                                                    | 58                                                     | 46                                                     |
| 2006                                                   | 226                                                    | 72                                                     | 50                                                     |
| 2007                                                   | 238                                                    | 74                                                     | 50                                                     |
| 2008                                                   | -                                                      | -                                                      | -                                                      |
| 2009                                                   | 291                                                    | 89                                                     | 45                                                     |
| 2010                                                   | -                                                      | -                                                      | -                                                      |
| 2011                                                   | -                                                      | -                                                      | -                                                      |
| 2012                                                   | 216                                                    | 51                                                     | 61                                                     |
| 2013                                                   | 235                                                    | 66                                                     | 48                                                     |
| 2014                                                   | 215                                                    | 65                                                     | 45                                                     |
| 2015                                                   | 204                                                    | 50                                                     | 40                                                     |
| 2016                                                   | 177                                                    | 52                                                     | 67                                                     |
| 2017                                                   | 168                                                    | 45                                                     | 41                                                     |
| 2018                                                   | 183                                                    | 71                                                     | 41                                                     |
| 2019                                                   | 179                                                    | 45                                                     | 53                                                     |
| 2020                                                   | 91                                                     | 40                                                     | 25                                                     |
| 2021                                                   | -                                                      | -                                                      | -                                                      |
| 2022                                                   | 179                                                    | 104                                                    | 96                                                     |
| 2023                                                   | 122                                                    | 42                                                     | 45                                                     |
| 2024                                                   | 132                                                    | 59                                                     | 46                                                     |

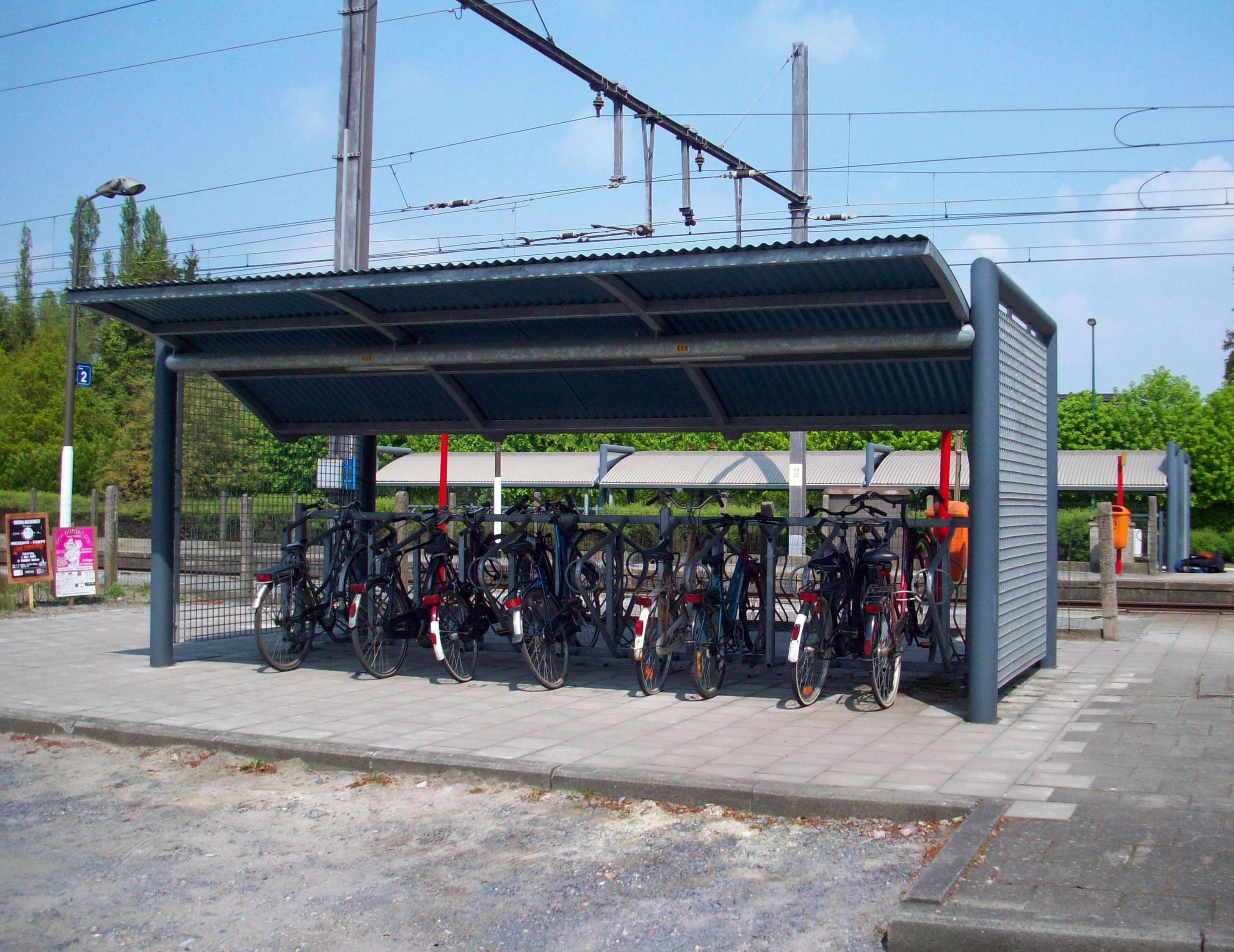
Abri à vélos
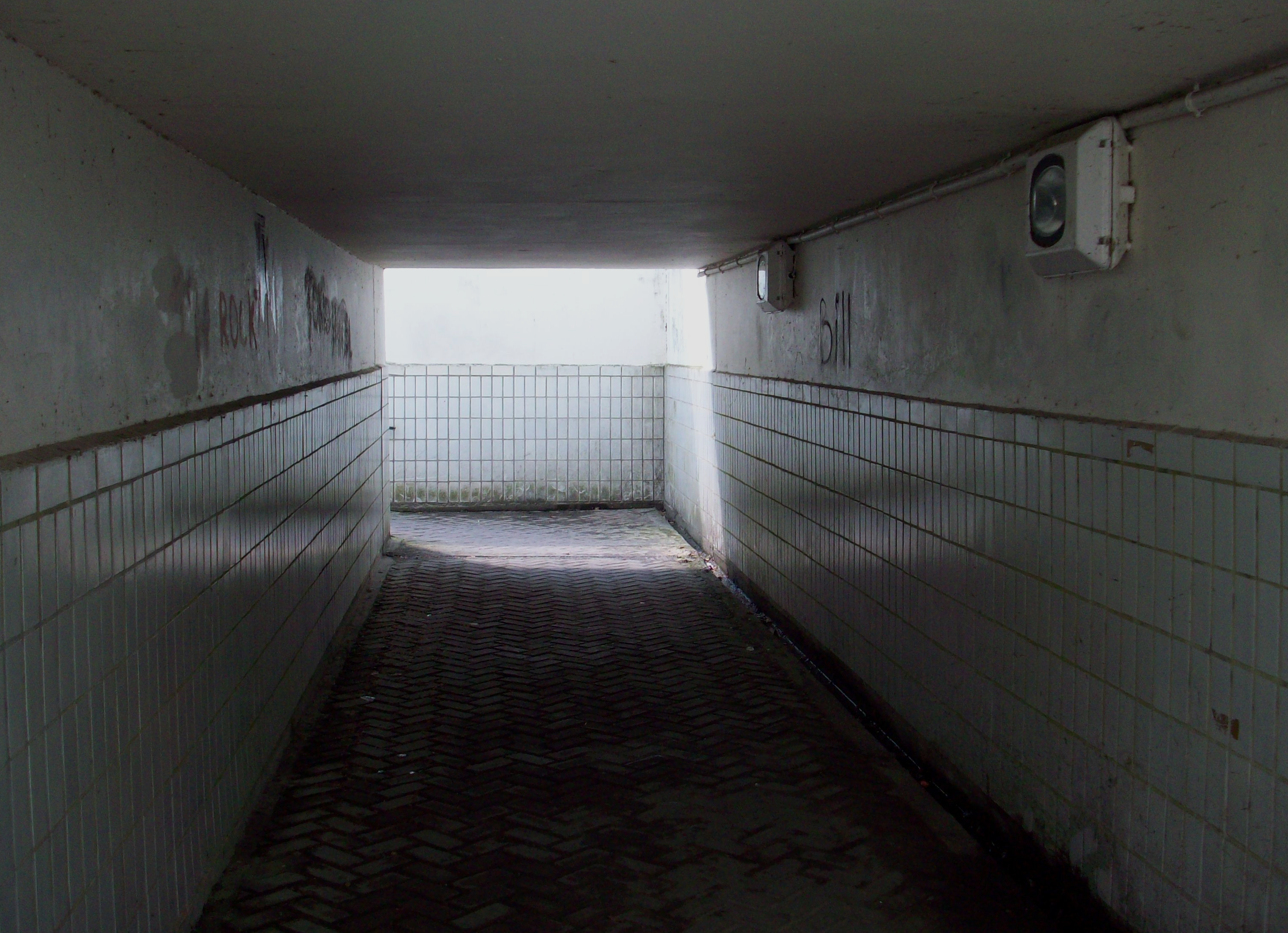
Passage souterrain
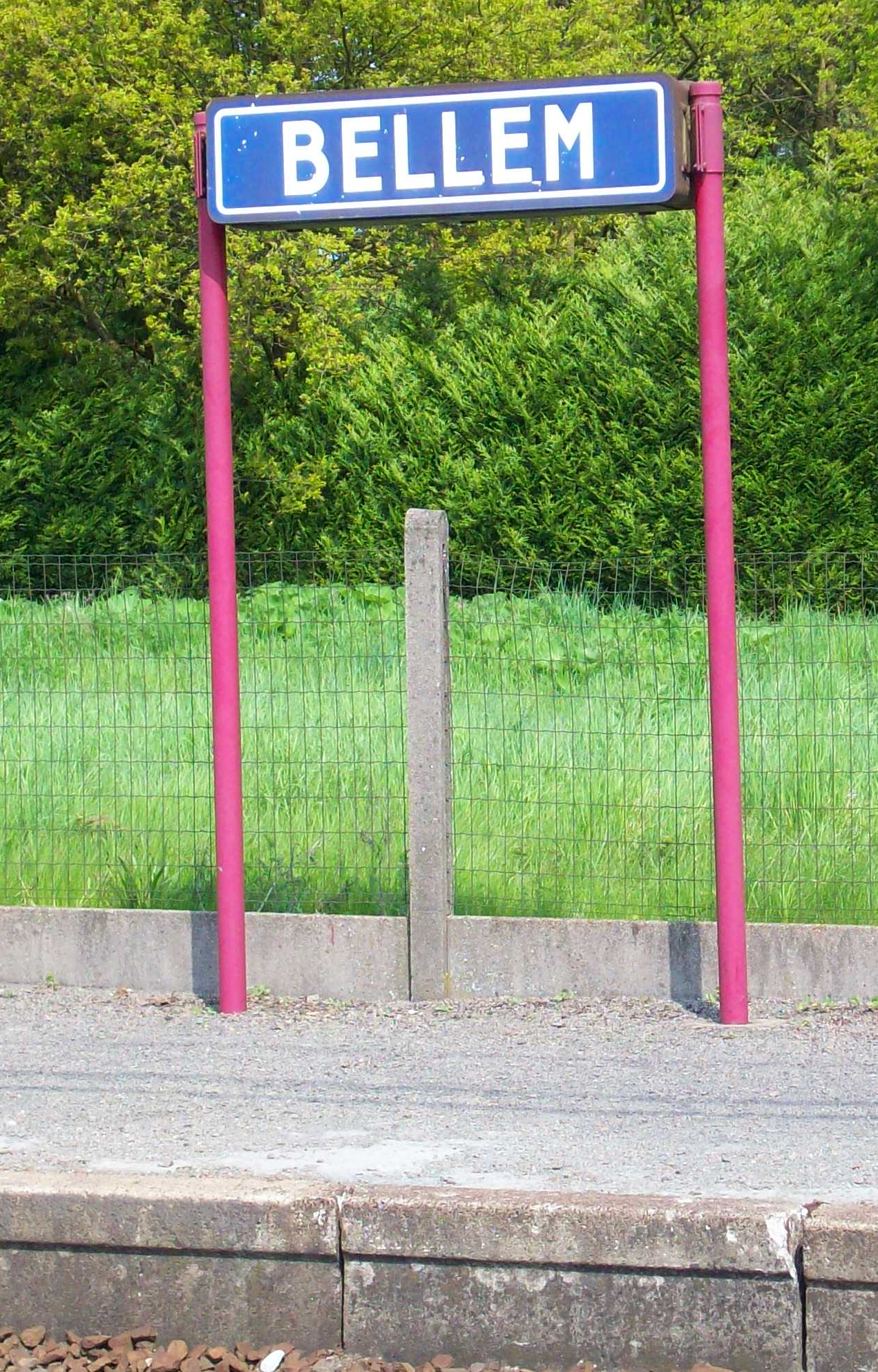
Panneau de quai

## Projet et travaux (2012-2016)
Dans le cadre du doublement de la ligne, l'arrêt de Bellem va être totalement réaménagé : prolongement, rehaussement et couverture des quais ; allongement du passage sous voies et aménagement de nouveaux escaliers et plans inclinés.